# 恩賽因鎮區 (密歇根州)
恩賽因鎮區（英語：Ensign Township）是位於美國密歇根州德爾塔縣的一個行政鎮區。

## 地方資料
恩賽因鎮區的面積為170.40平方千米，當中陸地面積為152.70平方千米，而水域面積為17.70平方千米。根據2020年美國人口普查的數據，當地共有人口746人，而人口密度為每平方千米4.38人。